# David Brekalo
David Brekalo (Liubliana, 3 de dezembro de 1998) é um futebolista esloveno que atua como zagueiro ou lateral-esquerdo. Atualmente, joga pelo Orlando City e pela Seleção Eslovena.

## Carreira

### Bravo
Formado nas categorias de base do Bravo, clube no qual ingressou em 2007, Brekalo estreou na PrvaLiga em 14 de julho de 2019, em partida contra o Olimpija Ljubljana.

### Viking
Em janeiro de 2021, chegou a ser especulado como reforço do Malmö FF, mas em 11 de agosto de 2021 foi contratado pelo Viking FK, da Eliteserien, assinando contrato de três anos e meio.
Estreou quatro dias depois, marcando o gol da vitória por 3–2 sobre o Molde FK nos acréscimos. Em 28 de novembro de 2021, recebeu cartão vermelho após empurrar o companheiro Patrik Gunnarsson nos minutos finais da vitória por 3–2 contra o Kristiansund.

### Orlando City
Em 8 de fevereiro de 2024, transferiu-se para o Orlando City, da Major League Soccer, por cerca de 2,5 milhões de dólares.
Fez sua estreia em 24 de fevereiro de 2024, contra o Montréal, e marcou seu primeiro gol em 13 de abril, diante do D.C. United.
Em 15 de maio de 2025, foi eleito para o "Team of the Matchday" da MLS após dar duas assistências na vitória por 3–1 sobre o Charlotte FC.

## Seleção Nacional
Estreou pela seleção eslovena em 26 de março de 2022, no empate em 1–1 contra a Croácia.
Foi convocado para a Euro 2024, integrando a lista final de 26 jogadores da Eslovênia.

## Títulos
Bravo
- Segunda Liga Eslovena: 2018–19
- Terceira Liga Eslovena – Centro: 2016–17